# زبیده ۸۶۵
سیارک ۸۶۵ (به انگلیسی: 865 Zubaida، نامگذاری:1917BO) هشتصد و شصت و پنجمین سیارک کشف شده‌است که در ۱۵ فوریه ۱۹۱۷ و در هایدلبرگ کشف شد.
قدر مطلق سیارک برابر ۱۱٫۹۰ است.